# 全鐘瑞
全鐘瑞（韓語：전종서，1994年7月5日—），韓國女演員，於2018年憑李滄東執導的《燃燒烈愛》出道。

## 演藝經歷
2018年參與李滄東執導的《燃燒烈愛》的試鏡，並順利獲得角色，與劉亞仁、史蒂文·連共同主演。該片入圍第71屆坎城影展正式競賽電影。全鐘瑞亦憑海美一角，入圍多個電影獎項。
2021年，全鐘瑞憑《聲命線索》奪得第57屆百想藝術大獎的電影部門女子最優秀演技獎（最佳女主角），出道僅三年便將韓國電影三大獎的之一的影后寶座收入囊中。並在同年7月入圍第26屆春史電影獎的最佳女主角獎。

## 個人生活
2021年與李重賢導演公開交往，兩人於拍攝《聲命線索》時認識。

## 演出作品

### 電視劇
| 年份 | 播出平台 | 片名               | 角色   | 備註                                 |
| 2022 | Netflix  | 《紙房子：韓國篇》 | 東京   | 主演                                 |
| 2022 | TVING    | 《身價》           | 朴周英 | 主演、改編自導演李重賢的同名短篇電影 |
| 2024 | tvN      | 《不可能的婚禮》   | 羅娥晶 | 主演                                 |
| 2024 | TVING    | 《于氏王后》       | 正熙   | 主演                                 |

### 電影
| 年份 | 片名                 | 角色          | 備註 |
| 2018 | 《燃燒烈愛》         | 海美          | 主演 |
| 2020 | 《聲命線索》         | 吳英淑        | 主演 |
| 2021 | 《蒙娜麗莎與血月亮》 | Mona Lisa Lee | 主演 |
| 2021 | 《配對遊戲》         | 咸子英        | 主演 |
| 2023 | 《芭蕾复仇曲》       | 張玉珠        | 主演 |

## 獎項記錄
| 年度 | 頒獎典禮                 | 獎項                      | 作品         | 結果 |
| 2018 | 第27屆釜日電影獎         | 女子新人賞                | 《燃燒烈愛》 | 提名 |
| 2018 | 第27屆釜日電影獎         | 女子人氣賞                | 《燃燒烈愛》 | 提名 |
| 2018 | 第55屆大鐘獎             | 最佳新人女演員            | 《燃燒烈愛》 | 提名 |
| 2018 | 第3屆Asia Artist Award   | 女演員部門 人氣賞         | 《燃燒烈愛》 | 提名 |
| 2018 | 第2屆The Seoul Awards    | 電影部門 女子新人獎       | 《燃燒烈愛》 | 提名 |
| 2018 | 第39屆青龍電影獎         | 最佳新人女演員            | 《燃燒烈愛》 | 提名 |
| 2019 | 第16屆國際影迷協會獎     | 最佳女配角                | 《燃燒烈愛》 | 提名 |
| 2019 | 第21屆國際在線電影大獎   | 最佳女配角                | 《燃燒烈愛》 | 提名 |
| 2019 | 第13屆亞洲電影大獎       | 最佳新演員                | 《燃燒烈愛》 | 提名 |
| 2019 | 第25屆Chlotrudis Awards  | 最佳女配角                | 《燃燒烈愛》 | 提名 |
| 2019 | 第55屆百想藝術大獎       | 電影部門 女子新人演技賞   | 《燃燒烈愛》 | 提名 |
| 2019 | 第24屆春史電影獎         | 女子新人獎                | 《燃燒烈愛》 | 提名 |
| 2019 | 第21屆亞洲影評人協會獎   | 最佳新演員                | 《燃燒烈愛》 | 獲獎 |
| 2021 | 第57屆百想藝術大獎       | 電影部門 女子最優秀演技賞 | 《聲命線索》 | 獲獎 |
| 2021 | 第26屆春史電影獎         | 最佳女主角                | 《聲命線索》 | 提名 |
| 2021 | 第30屆釜日電影獎         | 最佳女主角                | 《聲命線索》 | 獲獎 |
| 2021 | 第15屆亞洲電影大獎       | 最佳女主角                | 《聲命線索》 | 提名 |
| 2021 | 第42屆青龍電影獎         | 最佳女主角                | 《聲命線索》 | 提名 |
| 2022 | 第20屆韓國導演選擇獎     | 電影類 年度女子演技獎     | 《聲命線索》 | 獲獎 |
| 2022 | 第20屆韓國導演選擇獎     | 電影類 女子新人演技獎     | 《聲命線索》 | 提名 |
| 2022 | 第58屆百想藝術大獎       | 電影部門 女子最優秀演技賞 | 《配對遊戲》 | 提名 |
| 2022 | 第58屆百想藝術大獎       | 女子人氣賞                | 《配對遊戲》 | 提名 |
| 2023 | 第10屆美麗佳人亞洲明星獎 | 超越電影獎                | 《身價》     | 獲獎 |
| 2023 | 第59屆大鐘賞             | 系列節目部門 最佳女演員   | 《身價》     | 提名 |
| 2024 | 第22屆年度品牌大賞       | 新星獎                    | 不適用       | 獲獎 |

## 榮譽列表
| 年度 | 頒獎單位                   | 獎項                   | 作品         | 結果  |
| 2018 | 《The Hollywood Reporter》 | 2018年15大國際突破表現 | 《燃燒烈愛》 | 第6名 |

## 外部連結
- 全鐘瑞的Instagram帳戶